# Gaocang (köpinghuvudort i Kina, Yunnan Sheng, lat 24,32, long 102,52)
Gaocang (kinesiska: 高仓) är en köpinghuvudort i Kina. Den ligger i provinsen Yunnan, i den sydvästra delen av landet, omkring 84 kilometer söder om provinshuvudstaden Kunming. Antalet invånare är 21 970. Befolkningen består av 10 738 kvinnor och 11 232 män. Barn under 15 år utgör 20,0 %, vuxna 15-64 år 69 %, och äldre över 65 år 9,0 %.
Runt Gaocang är det ganska tätbefolkat, med 230 invånare per kvadratkilometer. Närmaste större samhälle är Yuxi, 4,2 km nordost om Gaocang. Trakten runt Gaocang består till största delen av jordbruksmark.
Genomsnittlig årsnederbörd är 1 044 millimeter. Den regnigaste månaden är juni, med i genomsnitt 211 mm nederbörd, och den torraste är februari, med 12 mm nederbörd.